# ATP-toernooi van Shenzhen
Het Shenzhen Open oftewel het ATP-toernooi van Shenzhen was een tennistoernooi dat van 2014 tot en met 2018 gehouden werd in Shenzhen, China. Er werd gespeeld op hardcourtbanen.
In november 2013 maakte de ATP bekend dat het toernooi van Bangkok vanaf 2014 verplaats zou worden naar Shenzhen. Vanaf 2019 werd het toernooi vervangen door het ATP-toernooi van Zhuhai in China.

## Erelijst

### Enkelspel
| Datum      | Naam          | Cat.   | ($)     | Ondergrond | Winnaar            | Verliezend finalist    | Uitslag             |         |
| ---------- | ------------- | ------ | ------- | ---------- | ------------------ | ---------------------- | ------------------- | ------- |
| 30-09-2018 | Shenzhen Open | ATP250 | 733.655 | Hardcourt  | Yoshihito Nishioka | Pierre-Hugues Herbert  | 7-5, 2-6, 6-4       | Details |
| 01-10-2017 | Shenzhen Open | ATP250 | 666.960 | Hardcourt  | David Goffin       | Oleksandr Dolgopolov   | 6-4, 6-7(5), 6-3    | Details |
| 02-10-2016 | Shenzhen Open | ATP250 | 641.305 | Hardcourt  | Tomáš Berdych (1)  | Richard Gasquet        | 7-6(5), 6-7(2), 6-3 | Details |
| 05-10-2015 | Shenzhen Open | ATP250 | 607.940 | Hardcourt  | Tomáš Berdych (2)  | Guillermo García López | 6-3, 7-6(7)         | Details |
| 28-09-2014 | Shenzhen Open | ATP250 | 590.230 | Hardcourt  | Andy Murray        | Tommy Robredo          | 5-7, 7-6(9), 6-1    | Details |

### Dubbelspel
| Datum      | Naam          | Cat.   | (€)     | Ondergrond | Winnaars                       | Verliezend finalisten         | Uitslag             |         |
| ---------- | ------------- | ------ | ------- | ---------- | ------------------------------ | ----------------------------- | ------------------- | ------- |
| 30-09-2018 | Shenzhen Open | ATP250 | 733.655 | Hardcourt  | Ben McLachlan Joe Salisbury    | Robert Lindstedt Rajeev Ram   | 7-6(5), 7-6(4)      | Details |
| 01-10-2017 | Shenzhen Open | ATP250 | 666.960 | Hardcourt  | Alexander Peya Rajeev Ram      | Nikola Mektić Nicholas Monroe | 6-3, 6-2            | Details |
| 02-10-2016 | Shenzhen Open | ATP250 | 641.305 | Hardcourt  | Fabio Fognini Robert Lindstedt | Oliver Marach Fabrice Martin  | 7-6(4), 6-3         | Details |
| 05-10-2015 | Shenzhen Open | ATP250 | 607.940 | Hardcourt  | Jonathan Erlich Colin Fleming  | Chris Guccione André Sá       | 6-1, 6-7(3), [10-6] | Details |
| 28-09-2014 | Shenzhen Open | ATP250 | 590.230 | Hardcourt  | Jean-Julien Rojer Horia Tecău  | Samuel Groth Chris Guccione   | 6-4, 7-6(4)         | Details |

2014 · 2015 · 2016 · 2017 · 2018
 Hongkong (1973, 1975-1987, 1990-2002) →  Bangkok (2003-2013) →  Shenzhen (2014-2018) →  Zhuhai (2019-2023) →  Hangzhou (2024-heden)
ITF-toernooien (mannen en vrouwen)

ATP-toernooien (mannen) – ATP-seizoen 2025

WTA-toernooien (vrouwen) – WTA-seizoen 2025

Voormalige toernooien mannen
Voormalige toernooien vrouwen
Voormalige amateurtoernooien